# Списак ликова серије Морнарички истражитељи: Њу Орлеанс

Ово је списак главних и епизодних ликова серије МЗИС: Њу Орлеанс.

## Преглед
| Лик                 | Глумац             | Сезоне   | Сезоне | Сезоне   | Сезоне   | Сезоне   | Сезоне   | Сезоне |
| Лик                 | Глумац             | 1        | 2      | 3        | 4        | 5        | 6        | 7      |
| ------------------- | ------------------ | -------- | ------ | -------- | -------- | -------- | -------- | ------ |
| Двејн Касијус Прајд | Скот Бакула        | Главни   | Главни | Главни   | Главни   | Главни   | Главни   | Главни |
| Кристофер Ласал     | Лукас Блек         | Главни   | Главни | Главни   | Главни   | Главни   | Главни   |        |
| Мередит Броди       | Зои Меклилан       | Главни   | Главни |          |          |          |          |        |
| Себастијан Ланд     | Роб Керкович       | Главни   | Главни | Главни   | Главни   | Главни   | Главни   | Главни |
| др Лорета Вејд      | ККХ Паундер        | Главни   | Главни | Главни   | Главни   | Главни   | Главни   | Главни |
| Патон Плејм         | Дерил „Чил” Мичел  | Епизодни | Главни | Главни   | Главни   | Главни   | Главни   | Главни |
| Соња Перси          | Шалита Грант       | Епизодни | Главни | Главни   | Главни   |          |          |        |
| Тами Грегорио       | Ванеса Ферлито     |          |        | Главни   | Главни   | Главни   | Главни   | Главни |
| Хана Кури           | Некар Задеган      |          |        |          |          | Главни   | Главни   | Главни |
| Квентин Картер      | Чарлс Мајкл Дејвис |          |        |          |          |          | Главни   | Главни |
| Рита Деверо         | Челси Филд         |          |        | Епизодни | Епизодни | Епизодни | Епизодни | Главни |

## Главни

### Двејн Касијус Прајд
Двејн Касијус "Краљ" Прајд (тумачи га Скот Бакула) надзорни је спацијални агент. Он је такође и рођен у Новом Орлеансу и бивши је заменик шерифа у Џеферсон Перишу. 
Двејн је изворно био додељен Морнаричким снагама у Луизијани. Прајд и његова бивша супруга су живели у Доњем врту. Прајдова ћерка Лорел предаје музчико на државном универзитету "Луизијана". У епизодама "Потера за духовима" и "Карневал смрти", откривено је да је Прајдов отац Касијус (Стејси Кич) у казнено-поправном заводу "Гретна". Од почетка друге сезоне Двејн и Лилда су се званично развели. Новцем који је Двејн добио продајом њихове куће је платио факултет помоћнику др Вејд, Денију, Лорелин факултет и кућу за свог оца (ако изађе на условну), а такође је купио и кафану "Трутон" изнад које постоји стан. У 100. епизоди, Двејн открива да има полубрата по имену Џими Бојд по оцу. Прајд има други највећи број хапшења у историји шерифије општине Џеферсон.
Прајд је дошао у Мознаричко-злочинско истражитељску службу 1989. године, отприлике у исто време кад и Лерој Џетро Гибс, главни лик из серије "Морнарички истражитељи", а обојица су били део скупа агената МЗИС-а под називом "Савезна петорка" који је стекао славу када је ухапсио Спенсера Хенлона, "Повлашћеног убицу". Неколико година се за "Повлашћеног убицу" веровало да је Виктор Лорд коме је сместио члан "Савезне петорке", Ден Меклејн. Када је Меклејн убијен, екипа открива намештаљку и разлог за то. Њих истрага одводи до оца и сина Хенлона. Прајд је наставио са сјајном каријером која га је водила широм света, укључујући Русију и Јужну Африку, а кулминирала је његовим повратком у Луизијану да предводи операције МЗИС-а у подршци поморског корпуса Сједињених Америчких Држава у Алжиру у Новом Орлеанс пре него што је МЗИС отворио одговарајућу сталну филијалу у Новом Орлеансу.
У трећој сезони агент Прајд је лично довео агенткињуа Грегориову у своју екипу.
У петој сезони, НПА Прајд, који се још увек опорављао од прострелних рана задобијених у епизоди „Шах-мат (2. део)“, прихвата унапређење у главног посебног агента МЗИС-ове пословнице за југоисточни терен која има област одговорности која се протеже широм држава Џорџије и Флориде до Кариба и Централне и Јужне Америке. У епизоди "Судњи позив", Прајд је добровољно уназађен и враћен да командује филијајом у Новом Орлеансу након уназађења НПА Хане Кури.

### Кристофер Ласал
Кристофер Ласал (тумачи га Лукас Блек) старији је специјални агент МЗИС-а. Пореклом је из Алабаме, а рођен је 1982. године. Ласејл је прво био детектив у Орлеанској полицији у Петом одељењу у време урагана "Катрина", а потом је провео седам година у Одељењу за пороке. Похађао је Универзитет "Алабама" и дипломирао је на смеру magna cum laude са просеком 8,7. Док је био на факултету, био је школска маскота Велики Ал. Ласејл живи у Француској четврти. Има брата Кејда који има биполарни поремећај и неименовану сестру. Примио је неколико признања за свој рад у дечјој болници у Новом Орлеансу. Током прве сезоне започиње везу са својом девојком из средње школе Саваном, иако је она касније убијена. Након овога је Ласејл почео да спава са бројним женама, а екипа је била забринута за његово понашање. 
У трећој сезони Ласејл је веровао да има дете, иако се касније доказало да дете није његово.
У епизоди „Везе које повезују“ преминуо Ласејлов отац Бо је преминуо, а Криса са којим је имао спорну ако не и отуђену везу поставио је за извршиоца своје опоруке и својим наследником у предузећу "Ласејл".
У епизоди шесте сезоне, "Матеја 5:9", Ласејл је рањен у трбух, а касније је подлегао ранама у болници.

### Мередит Броди
Мередит "Мери" Броди (тумачила ју је Зои Меклилан) старији је специјални агент МЗИС-а. Током једанаесте сезоне серије "МЗИС" је пребачена у Прајдов тим из одељења у Чикагу. Има позадину у испитивању и каже да има цни појас у аикиду. Дипломирала је на државном универзитету "Мичиген" и имала је близнакињу Емили Ен Броди која је убијена.
Бродијева је најмлажи агент у историји МЗИС-а. Током друге сезоне Бродијева је обавештена о правим околностиима смрти њене близнакиње и, радећи са Себастијаном, хапси убицу. На крају друге сезоне Бродијева започиње везу са агентом Државне безбедности, Русоом, за кога се испоставља да је подмићен. Иако је Бродијева убила Русоа, она даје отказ у МЗИС-у јер сумња у своје вештине. Њена оставка покреће истрагу ФБИ-ја о тиму, који је ослобођен свих оптужби по налогу њене замене Грегориове.
Глумица Зои Меклилан, која је тумачила Мередит Броди, је такође тумачила лик Џенифер Коутс у серији "Војни адвокати".

### Себастијан Ланд
Себастијан Ланд (тумачи га Роб Керкович) прво је био форензички специјлиста у Џеферсону и лабораторијски помоћник др Вејд, иако је касније похађао ЦОСОС и придружио се Прајдовом тиму као форензички агент. Себастијан је тешки теоретичар завера и мало је друштвено чудан. 
У првој сезони је откривено да је у вези са женом по имену Мелиса. У другој сезони Себастијан је помогао Мередит Броди да открије заверу око смрти њене сестре. Иако је тим у почетку био увређен што он то дозвољава Бродијевој, касније се испоставило да је у праву. Године 2015. је откривено да ради са Лоретом пет година. У трећој сезони постаје пети члан Прајдове екипа пошто је прошао обуку на ЦОСОР-у. 
Прајд је звао директора Венса да га обавести како је забринут за Себастијанове вештине на терену, али је додао да заслужује прилику да се докаже. Временом је Себастијан показао да је способан да се носи на терену, а Тим Мекги му је био узор због сличног порекла. Често је у ортаклуку са Грегориовом, а обоје су најновији чланови екипе и подржавају једно друге у сукобима.

### Др Лорета Вејд
Др. Лорета Вејд (тумачи је ККХ Паундер) главни је медицински вештак у Џеферсону. Вејдино одељење сарађује са МЗИС-ом око обдукција и форензике. Дипломирала је на универзитету "Харвард" и преселила се у Њу Орлеанс након што је завршила школовање. 
У првој сезони Лорета је усвојила двоје деце која су била умешана у један МЗИС-ов случај. Прајд је касније основао фонд за факултет те деце. Лорета је такође била Бродијевој станодавац док је ова била у МЗИС-у. У трећој сезони Лорету је повредила Себастијанова одлука да напусти обдукција, али је касније прихватила његову одлуку.
У епизоди „Друга црта“ помиње се да је Лорета више пута била тражена да се придружи судској медицини општине Орлеанс или чак да се кандидује за место специјалне судске медицине Орлеанса.

### Патон Плејм
Патон Плејм (тумачи га Дерил „Чил” Мичел) специјални је агент МЗИС-а који ради као истражни рачунарски специјалиста. Према речима Бродијеве, некада је радио у Сајбер команди. Ласејл зове Плејма "хакер" упркос томе што Патон наваљује да је он истраживачки рачунарски стручњак који је „превише легитиман да би одустао“. Плејм је вешт у рачунарском програмирању, криптографији, хаковању безбедности и параплегичар је. Три пута се женио и разводио. Дао је себи надимак „Дупло П“ у раном делу прве сезоне на велико Себастијаново ужасавање који је одбацио замисао да особа може себи да додели сопствени надимак. Међутим, у епизоди 1. сезоне „Пази шта желиш“, Патон објављује Себастијану да је свој надимак повећао на „Троструки П“, а треће „П“ значи „Перфектни“. Затим је питао Прајда и Ласејла кад је свом имену додао треће "П" и шта мисле да ли то значи", али они нису одговорили.

### Соња Перси
Соња Перси (тумачи је Шалита Грант) специјални је агент МЗИС-а и бивши специјални агент Бироа за алкохол, дуван, ватрена оружја и експлозиве (АДВ). Док је била агент АДВ-а, Персијева је помогла Прајду и његовом тиму у потери за Мамцем. 
На крају прве сезоне, у епизоди "Мој град", изразила је жељу да се придружи Прајдовом тиму, а пребачена је између прве две сезоне. Иако ради као агент МЗИС-а, Соња учествује у спољним операцијама других агенција, углавном за УСД. 
У другој сезони јој Прајд говори да је неће подржати, ако њен рад доводи Криса и Мередит у ризик, указујући да је заменљива и да неће оклевати да је замени у свом тиму ако операције у којима учествује угрожавају екипу на било који начин. Током исте сезоне, Персијева и Ласејл почињу да се мувају, а Грегориова је у почетку веровала да су њих двоје у вези.
У трећој сезони је откривено да Ласејл првобитно није био сигуран око додавања Персијеве екипи. Слично је било и кад је Персијева била неодлучна о доласку Грегориове, иако су њих две почеле да се поштују.
У 19. епизоди 4. сезоне "Високи улози", Персијева је дала отказ у МЗИС-у да би прихватила место у ФБИ-ју.

### Тами Грегорио
Тами Грегорио (тумачи је Ванеса Ферлито) бивши је агент ФБИ-ја додељен јединици која је истраживала Прајда и његов тим. Бродин изненадни одлазак је повећао занимање за Прајдов тим, а ускоро је Грегориова почела да дубље истражује тим. Након завршетка тога, Прајд тражи да она остане као замена за Бродијеву на полу-трајној основи. 
Након што је званично отишла из ФБИ-ја, Грегориова се званично придружила МЗИС-у и од тад је у Прајдовом тиму, а њен бивши шеф, помоћник директора Ајлер, је лобирао за њен пристанак. 
Бивши муж Грегориове Итан Макинли је нестао након што је проневерио 80 милиона долара из фонда за помоћ после урагана Катрина. Ипак, у трећој сезони, у епизоди "Претерати", откривено је да је била у вези са државним тужиоцем Ханом Ли, што је чини првим хомосексуалним главним ликом у франшизи (иако је епизодни лик Нед Дорнегет из главне серије први уведен као лик хомосексуалац). Када се њен бивши супруг вратио у епизоди "Убиј змаја", она му је рекла да је лезбијка.
У епизоди Пандорина кутија (2. део), Грегориова је открила да је адвокат по занимању и да се запослила у ФБИ-ју након што је дипломирала.

### Хана Кури
Хана Кури (тумачила ју је Некар Задеган) је бивша виша теренска агенткиња МЗИС-а. Када је Прајд унапређен у главног посебног агента, она је прешла у филијалу у Новом Орлеансу као надзорна посебна агенткиња (НПА) да га замени као непосредног надређеног екипе. Хана је одвојена од свог мужа Рајана, а њих двоје имају ћерку Наоми која има 10 година што је приказано у 5. сезони.
У епизоди "Судњи дан", Хана је уклоњена са места надређеног филијале у Новом Орлеансу пошто је заједничка операција са ФБИ-јем отишла у суноврат, иако Прајд организовао да задржи свој чин и остане у Новом Орлеансу под његовом командом. Размишљала је о оставци у знак просведа, али ју је жеља њене ћерке да остане у Новом Орлеансу убедила да остане. У случају да је Прајд није доступан, Хана је била вршилац дужности посебног агента задуженог за екипу МЗИС-а Новом Орлеансу, а такође је и Прајдова заменица.

### Квентин Картер
Квентин Картер (тумачио га је Чарлс Мајкл Дејвис) је дрски посебни агент МЗИС-а који је заменио агента Кристофера Ласејла. Картер делује као дрзак и урбан. Он је бивши војник који је служио у извиђачкој чети 1. батаљона. Он је син адмирала са две звездице америчке морнарице и има брата и сестру који такође служе у морнарици.
Картер више воли да носи кројена одела док је на дужности, али долази до зезања када се десило да му је одело било уништено.

### Рита Деверо
Рита Деверео (тумачила ју је Челси Филд) је помоћница окружног тужиоца Новог Орлеанса и резервисткиња у Генералном заступничком корпусу америчке морнарице и има чин команданта. Она је дугогодишња другарица и на крају девојка Двејна Прајда. На крају треће сезоне, Рита прихвата посао у Одељењу за државну безбедност Министарства правде Сједињених Држава и сели се у Вашингтон, али одржава везу на даљину са Прајдом. На крају серије, она и Прајд су се венчали.

## Епизодни

### Лорел Прајд
Лорел Прајд (Шенли Кесвел (сезоне 1−2, 4−7)) је Прајдова ћерка која тренутно студира музику на Државном универзитету "Луизијана". Као и њен отац, она свира клавир и очекује се да ће дипломирати са одликом. Упркос томе што има љубазан однос са својим оцем, она сматра да је он превише фин према њеним момцима и као такав примећује жељу да он престане да развија "броманце" са њима. У првој сезони, њен дечко Орион је био повређен у експлозији која је требало да убије Прајда. У другој сезони је нападнута док је џогирала, иако је мушкарац доживео срчани застој и умро. Изгледало је да ће је убрзо након тога узети као таоца, али је у она успела да разоружа свог нападача таман док агенткиња МЗИС-а Соња Перси није упуцала нападача. Лорел такође жели да има ближи однос са својим дедом, затвореним и помало непоправљивим Касијусом Прајдом, али Двејн сумња да, делимично, његов отац покушава да искористи Лорел да утиче на њега како би ублажио своје оклевање да напише Касијусу писмо у коме препоручује да се удовољи његовим захтевима за условну слободу. Двејн говори свом оцу да је једини разлог зашто Лорел тако добро мисли о њему тај што је он намерно изоставио све сумњиве и потресне појединости о свом одрастању, сведочећи о његовим злочинима и мићењу. На крају је Двејн одлучио да не открије те мрачне делове Лорел, на велико Касијусово олакшање. Двејн је чак поделио анегдоту која приказује Касијуса као доброг оца.

### Касијус Прајд
Касијус Прајд (Стејси Кич (сезоне 1, 4−5)) је био затворени отац Двејна Прајда који има сумњиву прошлост јер је био прави краљ у „управљању“ града и општине Нови Орлеанса, „у оно време“. Он је у затвору јер је ухваћен и осуђен због пљачке коцкарнице. Његов син Двејн га с времена на време посећује, а Касијус сматра да његов син не би требало да буде толико огорчен што је одрастао у дому личности из подземља. Двејн мисли да је покушај да се искупи за очеве криве радње један од разлога зашто је отишао тако далеко другим путем и постао врхунски полицајац и агент. Двејнова мајка је имала живчани слом и морала је да се пресели „преко пола света“ само да би побегла од Касијусовог утицаја и прељубничких начина. Двејн је рекао свом оцу да је затвор једино место где може да буде сигуран од себе. Због Касијусових старих искустава и веза из подземља, Двејн се понекад саветовао с њим о одређеним случајевима. Чак и у затвору је Касијус остао полу-љупки преварант, покушавајући да натера свог сина да напише писмо подршке за своја годишња саслушања за условну слободу. Он је чак покушао да искористи своју унуку Лорел да поради на Двејновим осећањима. На крају је Двејн помогао Касијусу на крају 1. сезоне тако што му је написао то дуго тражено писмо подршке одбору за условну слободу, иако се касније открило да је Касијус у ствари био пуштен на условну слободу тек негде након епизоде 4. сезоне „Огледалце, огледалце“ где је и даље у затвору. Кад год је Касијус био пуштен на условну слободу, он је остао неко време у Новом Орлеансу, али у време 5. сезоне (епизода „Тик-так”) је живео „добар живот” у „Евансвилу у Кентакију" у некој врсти програма за прикривање сведока са наоружаним савезним агентима који га штите. Одатле га је отео Аполион и држао за откуп заједно са др. Лоретом Вејд. Неко време током или после затвора, он је преузео слику за коју његова унука Лорел мисли да је једноставна, али симпатична, рекавши да његово дрвеће личи на "зелени слез". Касијус има веома прагматичан поглед на живот и злочин, што се види у његовом учешћу у спортским подухватима његовог сина из детињства. Касијус: "Кренуо сам да поправим ствари.“ Двејн: „Као што си ми поправио каријеру у Малој лиги?“ Касијус: „Па, кад си био низак. Тренер то једноставно није видео." Двејн: "Значи, подметнуо си циглу хашиша у његов камион и средио да га ухапсе." Касијус, смејући се: "Па, успело је." Двејн је рекао Касијусу упркос његовој мутној прошлости да верује да је једина особа која воли људе и град Нови Орлеанс скоро исто као и он. У епизоди "У крви" 5. сезоне је откривено да Касијус из једне дуже ванбрачне везе са једном млађом женом има сина Џимија Бојда, а Двејн полубрата, а коме је Касијус посветио много више времена кад је био мали (учио га је да пеца кад су били у викендици и дао му је Двејнов стари бицикл). Касијус је убијен у епизоди „Тик-так” (а радња се наставила и почетком епизоде „Освета”). Касијусова храброст и одлучност спасили су животе др. Лорету Вејд и још двоје талаца. Касијусов последњи чин био је да спаси живот сину Двејну док су се борили против тамничара тако што је примио неколико метака које је на Двејна испалила плаћени убица Амелија Парсонс Стоун.

### Линда Прајд
Линда Прајд (Пејџ Турко (сезоне 1 и 6)) је Прајдова бивша жена и мајка његове ћерке Лорел. Она се појављује у првој уводној епизоди у серији Морнарички истражитељи — „Град полумесеца (1. део)“ — која је покренула франшизу Новог Орлеанса из главне серије. Она се такође појављује у једној епизоди почетком 1. сезоне. Поново се појављује у последњој епизоди 6. сезоне. Она и Прајд су још увек покушавали да остваре свој брак на почетку 1. сезоне, али су се на крају растали и развели пријатељски, што је поменуто на почетку сезоне 2. Прајд је рекао да је Линда „окренула нови лист“ и да је срећан због ње. Њихов брак се на крају распао јер је Прајд на првом месту био ожењен послом, што је опасно, а свакодневна секирација и брига његове супруге Линде истински су се одражавале на породичну динамику многих припадника полиције и војног особља.

### Кејд Ласејл
Кејд Ласејл (Клејн Крофорд (сезона 1)) (псдеудоним Кејд Ламберт) је старији брат агента Кристофера Ласејла који пати од биполарног поремећаја. Испоставило се да је Кејдова терапеуткиња за психичко здравље — Савана Кели — Крисова симпатија из детињства. Због Кејдове везе, поново су се романтично удружили што је Савану довело у опасност. Кејд је шармер са дамама и надарени уметник, грађевинац и вредан радник између својих пропуста у свом чудном понашању. Смештено му је убиство када је мртва жена пронађена у пртљажнику његових кола, али се касније открило да је у ствари био дрогиран од стране правог кривца и да је био превише слаб и збуњен да би учинио било шта од онога за шта је био сумњичен. Сем тога, његов брат Крис је знао да је Кејд саосећајна особа која не може да почини убиство, наводећи догађај када је Кејд усвојио и излечио шугавог пса луталицу кад су били мали. Кејд је убијен у 6. сезони.

### Савана Кели
Савана Кели (Џилијан Алекси (сезона 1)) је дугогодишња Ласејлова симпатија и његова "љубав из детињства". Њих двоје су се поново срели пошто се открило да је она терапеуткиња његовог брата, а она и Крис касније улазе у романтичну везу. Убио ју је Мамац у епизоди "Колики бол можеш да поднесеш?". Крис је јако тешко поднео њену смрт и почео је више да пије и тражи наклоност више жена, што је запрепастило екипу.

### Дени Малој
Дени Малој (Кристофер Мајер (сезоне 1−4)) је Лоретин старији усвојени син и КЏ-ов старији брат. У 3. сезони, Дени се пријавио у морнарицу Сједињених Држава уместо да иде на факултет што је изазвало нека трења између њега и Лорете — и такође између Лорете и Прајда који је одбио да одврати Денија од пријаве.

### К. Џ. Малој
К. Џ. Малој (Дени Дер (сезоне 1−3)/Алкоја Брансон (сезона 6)) је Лоретин млађи усвојени син и Денијев млађи брат.

### Даглас Хамилтон
Даглас Хамилтон (Стивен Вебер (сезоне 1−4)) се први пут појавио као народни посланик Новог Орлеанса у округу Ц. Иако је делио обострану несклоност са Двејном Прајдом, њих двојица су се често решавали своје несугласице у потрази за очувањем Новог Орлеанса. У 2. сезони, Хамилтон се кандидовао на изборима за градоначелника Новог Орлеанса и изабран је пошто је други кандидат ухапшен због довођења дроге у Хамилтонов округ. Он и Прајд су касније узети као таоци пошто је Хамилтон био умешан у случај нерешеног убиства, иако је касније ослобођен кривице, а прави убица је ухапшен. У 3. сезони, рачунарски хакер пушта Хамилтонову секс-снимак и е-поруке у штампу и угрожава његову будућност као јавног службеника. Ухапсио га је Прајд и уклонио га са функције на крају треће сезоне због случаја Клирвотер (завера да се поплави део Новог Орлеанса како би Хамилтоново друштво могло да изгради ново бродоградилиште у суседству).

### Џим Месије
Џим Месије (Дилан Волш (сезона 1)) је капетан Секретаријата унутрашњих послова Новог Орлеанса. У епизоди "Мој град" се открива да га је Саша Брусар завела да постане кртица што је довело до тога да убије Мамца када су га ухватили посебни агент Прајд и његова екипа. Прајд и Ласејл на крају откривају тешко претученог Месијеа у напуштеном делу преноћишта и успевају да га одведу на сигурно пре него што је бомба пкула. Пошто је ухапшен, Месије је вероватно осуђен за своје злочине, лишен чина капетана и послат на робију.

### Саша Брусар
Саша Брусар (Кали Торн (сезоне 1, 6−7)) је бивша чланица злочиначког синдиката Брусар из Новог Орлеанса, иако тврди да покушава да се одвоји од своје породице. Пошто је стекла Прајдово поверење, екипа открива да је помагала Мамцу у његовој потрази да контролише све НОЛА-ине злочиначке подухвате. Она је ухапшена и вероватно осуђена за своје злочине. У епизоди "Било једном" (7. сезона 12. епизода), откривено је да Саша и Прајд имају сина Конора Давенпорта.

### Карен Ајзо
Карен Ајзо (Шерон Конли (сезоне 1−4, 6)) је помоћница државног тужиоца Сједињених Држава задужена да истражи Прајдову екипу током треће сезоне. Она се појављује у бројним епизодама, углавном као антагонисткиња у месној правној структури, блокирајући екипу МЗИС-а да ради оно што сматрају својим послом, а често се чини да је апарат градоначелника Хамилтона или неког другог политичког субјекта. Изгледа да има мало саосећања према Прајду и можда његовим методама јер такође с времена на време упозорава Прајда да треба да пази на леђа.

### Пол Џенкс
Пол Џенкс (Џон Ливингстон (сезона 1)) је бивши члан Синдиката "Брусар" и поверљиви доушник Двејна Прајда, познат под надимком "Мамац". Током прве сезоне, он се удружује са Сашом Брусар како би преузео злочиначко подземље Новог Орлеанса које је настало пропашћу Синдиката и одговоран је за вишеструка убиства. Касније га хапси Прајдова екипа, али је пре тога убио Савану Кели. У епизоди „Колики бол можеш да поднесеш?“, Џенкс упозорава екипу на предстојеће невоље, а непознати снајпериста га убија, а за тог снајперисту се касније открило да је капетан Џим Месије из полиције Новог Орлеанса.

### Позорник Рој
Полицајац Рој (Стивен Волдрен (сезоне 2−7)) је чувар у МЗИС-у виђен у многим епизодама током серије од краја друге сезоне. У једној епизоди, Роја су држали као таоца у затвореном врту МЗИС-а екипа Аполон и његов вођа Ејвери Вокер у епизоди 5. сезоне "Изнутра". У једној епизоди је био тешко рањен када је нападнут штаб МЗИС-а, али се извукао и вратио на свој посао. Има посебну наклоност према екипи МЗИС-а и био је потресен када је Прајд рањен и умало убијен у 4. сезони.

### Елвис Бертранд
Елвис Бертранд (Том Арнолд (сезоне 3−5)) је бивши официр поморске обавештајне службе. Сада је хактивиста и Прајдов пријатељ.

### Рејмонд Ајслер
Рејмонд Ајслер (Дерек Вебстер (сезоне 3−6)) је извршни помоћник директора Одељења за државу безбедност ФБИ-ја и непосредни надређени агенткињи Тами Грегорио. У овом својству, он води Одељење за правосуђе и истрагу о Прајдовој екипи из Новог Орлеанса након оставке агенткиње Бродиј и смрти агента Руса. Иако се Ајслер у почетку чини супротстављеним Прајду, њих двојица сарађују у бројним приликама како би зауставили активности картела. Ајслер касније отпушта Грегориову због неизвршења непосредног наређења, али је лобирао код Министарства правде да је поставе у Прајдову екипу. Ајслер се полако загрејао за Прајдов професионализам и осећај за правду, ако не и за његове методе, схватајући да је Нови Орлеанс јединствен град који захтева другачији додир него што је он навикао у Вашингтону. Ајслер упозорава Прајда у више наврата да је чуо приче од неког — њему непознатог — у Вашингтону на високом положају у влади ко хоће Прајдову главу и говори му да ће му чувати леђа у Вашингтону и да Прајд чува своја леђа у Новом Орлеансу. Касније је откривено да је помоћник државног тужиоца Сједињених Држава Ерик Барло кључна особа у Вашингтону која је циљала Прајда.
Након уклањања Хавијера Гарсије (Џулијан Акоста), ИПД Ајслер је унапређен у заменика директора Федералног бироа за истраге. Међутим, када се открило да је један члан његове екипе био двоструки агент за Русе, Ајслер је уназађен у посебног агента. Ајслер се „неизрачунава“ да би кренуо у ланац крађе опиоида у епизоди 4. сезоне „Последња миља“, а траг га води у Нови Орлеанс. У овој епизоди је откривено да је једном био навучен на аналгетике након повреде. Њега је обучавала агенткиња МЗИС-а Соња Перси када је одлучио да иде са њом на тајни задатак и добро се понашао. У завршним епизодама 5. сезоне „Река Стикс (1. део)“ и „Река Стикс (2. део)“, Ајслер је тајно путовао на спорно подручје Јужне Осетије на Кавказу у потрази за Ејверијем Вокером и Аполоном — истим злочинцима које гоне Прајд и МЗИС. Ајслера је узео за таоца месни војни војсковођа, а Прајд и Ласејл су се удружили са месним војним оператером да откупе Ајслера и побегну на оближње пријатељско подручје у Републици Грузији. Прајд остаје да штити за Ласејла и повређеног Ајслера да побегну моторним чамцем. Ајслер је тада учествовао у шеми да се искорене кртице у америчким обавјештајним службама лажирајући своју смрт за коју се тврдило да је настала због рана, а не повреда задобијених приликом његовог спашавања. Успављују га и однесе из ваздухоплова у Новом Орлеансу у ковчегу са заставом да би га у тајности поново пробудила мртвозорница Лорета Вејд убризгавајући му адреналин. У међувремену, Прајд завршава у рукама Аполона и његовог вође Ејверија Вокера који је раније побегао из затвора у Новом Орлеансу.

### Џон Стоун
Џон Стоун (Мори Стерлинг (сезона 3)) је нови шеф обезбеђења градоначелника Хамилтона који се појављује у епизодама треће сезоне „Нокаут“, „Низ зечју рупу“ и „Песничка правда“. Стоун је плаћеник и убица чија је екипа обезбеђења ни мање ни више него хитна екипа и који има лични удео у Хамилтоновим улагањима и плановима. На крају скоро да је од Хамилтона направи марионету, али отишао је предалеко када је покушао да убије Прајда дижући кафану "Трутон" у ваздух. Прајд користи привремено уверење да је мртав и нестаје. Затим пребија Стоуна и одвози у пртљажнику кола, покушавајући да извуче податке од њега. На крову, Прајд одвезује Стоуна и одлучан је да дозволи човеку да се бори са њим. Стоун потеже нож на Прајда, а Прајд га у самоодбрани баца са крова. Касније се испоставило да је Стоун заиста радио за ПДТ Ерика Барла. Стоунова удовица Амелија се касније појавила да га освети.

### Сидни Халидеј
Наредница Сидни Халидеј (Рајан Стил (сезона 4)) је војникиња за посебне операције на својој последњој дужности у Јужној Америци која је била осумњичена за шему убиства због убацивања дроге међу војно особље, али су је Прајд, Себастијан и Грегориова ослободили сумње у епизоди „Добро дошли у џунглу“ 4. сезоне. Сидни је напустила службу и дошла у Нови Орлеанс да се одужи Прајду и тражи животне могућности, али упада у талачко стање у Прајдовој кафани "Трутон" у епизоди „Буре барута“ 4. сезоне. У трилогији епизода које чине завршницу 4. сезоне, Прајд је заврбовао Сидни да буде подршка у његовом раду на црно да би срушио ПДТ Ерика Барла и његову смртоносну безбедносну техничарку Амелију Парсонс.

### Зара Тејлор
Захра Тејлор (Аманда Ворен (сезоне 4, 6−7)) је градоначелница Новог Орлеанса од 4. сезоне. Претходно је била в.д. градоначелница након хапшења градоначелника Хамилтона после чега је изабрана на посебним изборима против конзервативног Вернона Батлера. Њеној кампањи је помогла Вејдова и вероватно цела екипа МЗИС-а. Била је мета покушаја убиства током избора, а касније и у завршници сезоне.

### Ерик Барло
СДТ Ерик Барло (Даг Савант (сезона 4)) је сарадник државног тужиоца САД-а (СДТ) и опасан и лукав противник. На крају се открило да је он главни званичник Вашингтона који је дуго циљао Прајда и његову екипу и који је био прави велеум иза градоначелника Хамилтона и његових пословних аспирација. Барло се лично појављује у Новом Орлеансу у 4. сезони као надмени човек са правом који је немилосрдно варао у току свог пута до врха лествице још од средње школе и наставља да има велике пословне планове за Нови Орлеанс. Он такође има у виду место гувернера Луизијане, а наговештено је да су његове амбиције још веће. У међувремену, на свом високом и угледном месту у америчком Министарству правде, он је био у положају да одагна сумњу од себе и да уплете кога год жели у све врсте проблема. Његова главна мета је Двејн Прајд чија је вештина за нањушивање и борбу против мићења превелика претња за људе попут Барлоа. Барло је користио Прајдову прошлост која је заобишла ивицу овлашћења и правила. Без обзира на то, Барло је био задивљен Прајдовом способношћу да окупи величанствену екипу и безуспешно је покушавао да превари агенткињу Теми Грегорио, између осталих. Екипа МЗИС-а је званично требало да био у "повлачећем" положају током раздобља када је Прајд био под истрагом Министарства правде, али они су и даље тајно помагали другој екипи на тајном задатку коју је Прајд окупио "на црно". Ова екипа Прајдових пријатеља били су углавном техничари и др. Лорета Вејд и они су се убацили у Барлоову пословну зграду у Новом Орлеансу и његов самостални рачунарски састав. Елвис Бертранд и бивша наредница Зелених беретки Сидни Халидеј покрали су Барлоове досијее док су Прајд и његова заступница ометали Барла у његовој пословници. Прајдова екипа се једва извукла, али су их Барлови приврженици приметили и по закону појурили, а међу том екипом била је и ултра опасна шефица технологије Амелија Парсонс чија је рачунарска станица била пробијена док ју је од ње одвукла др Вејд. Барлоова злочиначка шема укључује убиство градоначелнице Новог Орлеанса Заре Тејлор што би омогућило да се његов марионетски кандидат препоручи и да би Барло био у положају да се кандидује за гувернера. У том поступку, Двејну Прајду су јако добро сместили Барлоови оперативаци, почевши од лоше рекламне кампање на друштвеним медијима и у конвенционалној штампи коју је водио блогер Оливер Крејн који је касније прешао на страну Прајдове тајне екипе. Барлоова намештаљка довела је до тога да Прајдовог пријатеља капетана СУП-а Карла Естеса убије ауто-бомба, а да је сам Прајд постављен као убица кандидата за место градоначелника Заре Тејлор. Барлоови техничари су лажирали слике Прајда како вози камион са динамитом у њему и подмићеног вође СУП-а — заменика шефа Седрика Госета (Лу Дајмонд Филипс) — који се правио да се свети за убиство капетана Естеса, а испоставило се да је Барлоов сопствени марионетски кандидат за градоначелника па је отео Прајда полицијским чамцем из којег ће бити лансиран ракетни напад на кола градоначелнице Тејлор. Госет се претварао да је Прајд преузео чамац и да је у току напад, али Прајд узвраћа, а Госета је на крају упуцала обалска стража која је стала у одбрану Прајда пошто је екипа МЗИС-а доказала да су слике Прајда дигитално монтиране. Барлоови планови су осујећени, а он одлази у своју правну пословницу да испланира свој следећи потез (можда чак и да испланира своје бекство), а са њим се онда суочила Сидни Халидеј која га је обавестила да се цела његова прљава прошлост објављује у штампи и на друштвеним мрежама. Он јој је запретио па је покушао да се цењка са њом и да је подмити, али му је она рекла да је матиран. Затим га је упутила на пиштољ са једним метом унутра и указала да му је то једина преостала могућност осим потпуног кривичног гоњења за злочине и потпуно јавно понижење. Док се удаљавала, у позадини се чуо пуцањ који је указао да је Барло прихватио Халидејин предлог.

### Амелија Парсонс
Амелија Парсонс (Елен Холман (сезоне 4−5)) је шефица техничког обезбеђења СДТ Ерика Барла, али је такође смртоносни бивши убица ЦИА-е. Открива се да је она у стварности била супруга и удовица бившег градоначелника Хамилтона шефа обезбеђења Џона Стоуна и поред Барлоових планова против МЗИС-а, она има и своју освету Прајду који је убио њеног мужа у самоодбрани. Амелијаа је чврста као ексер, немилосрдна, вешта у избегавању хватања и поседује и борилачке вештине, оружје и техничке вештине за убацивање, узнемиравање и гоњење циљева. Умало је убила Прајда у његовом стану и болници у завршници 4. и почетку 5. сезоне, али ју је коначно ухватио Ласејл и предаје је савезњацима на кривично гоњење пошто је била бивша агенткиња ЦИА-е. Међутим, касније се открило да је користила своје знање о правно забрињавајућим операцијама ЦИА-е да се цењка са савезњацима за њено ослобађање. Шпијунска организација "Аполон" је у једном тренутку имала прљаве тајне и о ЦИА-и и о "Аполону", а у епизоди 5. сезоне „Тик-так”, Амелија је поново затворена у сигурној кући од стране оних који изгледају као оперативци ЦИА. Амелијину сестру, њеног мужа и њихову ћерку је отео "Аполон" заједно са Лоретом Вејд и Прајдовим оцем Касијусом. "Аполон" (касније је откривено да му је глас дао лажни аналитичар СДБ-а Филип Синклер, шеф "Аполона") отима Двејна Прајда и користи га да погледа поверљиви досије ЦИА-е који се тренутно чува у трезору у његовој пословници – за који никада раније није знао. У том досијеу је адреса сигурне куће у којој је Амелија. Прајд је приморан да оде у кућу и на силу ослободи Амелију како би пронашла скривену актовку и донела је "Аполону" тако да могу да ископају тајне из тог досијеа. У међувремену, Касијус успева да ослободи себе и Лорету лисица и чекају прилику да избију из зграде у којој их држе. Нашавши се са убицом Амелијом у заточеништву у истом рањивом положају, Прајд покушава да јој помогне да спасе своју породицу и добије слободу од њихових отмичара. Али на крају, Амелија прибегава својој освети против Прајда и пуца на њега неколико пута, али Прајдов отац Касијус стаје испред њега и уместо њега бива убијен. Прајд тада пуца и убија Амелију.

### Ејвери Вокер
Ејвери Вокер (Тим Грифин (сезона 5)) је вођа "Аполон", смртоносне подземне шпијунске мреже представљене у 5. сезони, наводно „личног обавештајног предузећа“, састављене од особља „бивших обавештајних и посебних снага“. Вођа "Аполона" пре Вокера био је аналитичар СДБ-а Синклер. Вокер је био плаћеник и независни уговарач обезбеђења на Блиском истоку који је тада почео да ради за руског олигарха да би на крају постао врхунски оперативац у обавештајном злочиначком синдикату "Аполон" који је на крају водио и то – са везама са страним терористичким организацијама. "Аполон" је одговоран за довођење произвођача бомби ИРВ-а у Нови Орлеанс у епизоди "Изнутра напоље" на крају које га је Прајд сатерао у ћошак и ухапсио. У епизоди "Тик-так", глава "Аполона" — која је касније приказана као Синклер — управља талачким стањем које је осмишљено да би се ухватио Прајд и његова убица у покушају Амелија Парсонс Стоун како би се повратили важни подаци што је исходило смрћу Прајдовог оца Касијуса и убице Амелије. Наредна епизода „Освета“ открива да је аналитичар СДБ-а Филип Синклер (Метју Раух) глава "Аполона", али је учинио да изгледа као да је Вокер водио талачку операцију из затвора. Након тога, Вокер - или Синклер - је организовао варку која је омогућила Вокеру бекство из затвора и нестанак. Синклер извршава самоубиство када је сазнао да га прати Прајд, а Вокер га је на крају наследио у "Аполону". Вокер је касније пронађен како се крије у Јужној Осетији, спорном и безаконом подручју између Русије и Грузије у планинама Кавказа. У 1. и 2. делу епизоде „Река Стикс“, агент ФБИ-а Рејмонд Ајслер је заробљен у Јужној Осетији док је јурио Вокера, а Прајд и Ласејл и месни плаћеник раде на откупу Ајслера и бекству у Грузију, али Вокер је Прајда ухватио и испитао који га је одвезао кући у теретном ваздухоплову назад у његов тајни штаб у Браунсвилу у Тексасу, успут испитујући Прајда користећи халуциногене дроге типа серума истине. Вокер тражи у Прајдовом сећању адресу која се види на старој слици куће која се чува у тајности у досијеу. Прајд се коначно сломио и предао адресу на којој се испоставило да је боравио Вокеров млади син. Прајд се борио да изађе из свог заточеништва у исто време када је екипа МЗИС-а стигла да га спаси, али Вокер је побегао. Прајд се сетио адресе коју је дао под принудом, а цела екипа жури тамо и креће на Вокера који се тамо довезао. Вокер самоубилачки покушава да привуче Прајд и убија га снајперски хитац агенткиње Грегорио. Док је Вокер умирао, Прајд му је обећао да нико никада неће открити идентитет његовог сина нити га повредити.